# Campeonato Mundial de Xadrez de 2002 (FIDE)
O Campeonato Mundial de Xadrez de 2002 da FIDE foi realizado em Moscou, com o mesmo sistema eliminatório das competições anteriores. As primeiras seis rodadas foram realizadas entre 27 de novembro e 14 de dezembro e a partida final entre 16 de janeiro e 23 de janeiro do ano seguinte. O GM ucraniano Ruslan Ponomariov venceu a competição e tornou-se o mais jovem campeão mundial pela FIDE.
|                   | 1 | 2 | 3 | 4 | 5 | 6 | 7 | Total |
| ----------------- | - | - | - | - | - | - | - | ----- |
| Ruslan Ponomariov | 1 | ½ | ½ | ½ | 1 | ½ | ½ | 4½    |
| Vassily Ivanchuk  | 0 | ½ | ½ | ½ | 0 | ½ | ½ | 2½    |